# Фазмиды
Фазмиды (от  др.-греч. φάγος — пожирающий и англ. plasmid, от др.-греч. πλάσμα — нечто образованное, сформированное) — молекулярные векторы, являющиеся искусственными гибридами между фагом и плазмидой. Фазмиды после встройки чужеродной ДНК могут в одних условиях развиваться как фаги, а в других как плазмиды.
Фазмида представляют собой плазмиду, которая содержит точку начала репликации f1 из фага f1. Она может быть использована для клонирования вектора в комбинации с нитевидным бактериофагом М13. Фазмида может реплицироваться как плазмида, а также может быть упакована в виде одноцепочечной ДНК в вирусные частицы. Фазмиды содержат начало репликации (Ori) для двухцепочечной репликации, а также f1 Ori для включения одноцепочечной репликации и упаковки в фаговые частицы. Многие часто используемые плазмиды содержат f1 Ori и, таким образом, являются фазмидами. Подобно плазмидам их используют для клонирования фрагментов ДНК при помощи таких методов как трансформация и электропорация. Тем не менее инфекция бактериального хозяина, содержащего фазмиду с фагом-помощником, например, VCSM13 или М13К07, обеспечивает необходимые вирусные компоненты для того, чтобы одноцепочечная ДНК (оцДНК) реплицировалась и упаковывалась в фаговые частицы. Фаг-помощник инфицирует бактерию, сначала прикрепляясь к её пилям, а затем, после присоединения, транспортирует свой геном в цитоплазму клетки-хозяина. Внутри клетки геном фага инициирует выработку фазмидной одноцепочечной ДНК в цитоплазме. Эта фазмидная ДНК затем упаковывавается в фаговые частицы. Фаговые частицы, содержащие оцДНК, высвобождаются из бактериальной клетки во внеклеточную среду. Нитевидные фаги тормозят рост бактерий, но, в отличие от фага λ и фага Т7, обычно не вызывают лизис. Фаги-помощники, как правило, разработаны таким образом, что упаковка ДНК в них идёт менее эффективно (за счёт дефектного сайта начала репликации), чем упаковка фазмид, поэтому полученные фаговые частицы содержат преимущественно фазмидную ДНК. Инфекция нитевидного фага F1 требует наличия пилей, таким образом для получения фаговых частиц могут быть использованы только бактериальные хозяева, содержащие F-плазмиду или её производные. До разработки циклического секвенирования фазмиды использовались для получения одноцепочечной ДНК-матрицы. Сегодня фазмиды по-прежнему используются для создания шаблонов для сайт-специфичного мутагенеза. Детальная характеристика жизненного цикла нитевидного фага и структурные особенности привели к развитию технологии фагового дисплея, в которой ряд пептидов и белков можно экспрессировать в виде слитых белков оболочки фага на поверхности вирусной частицы. Экспрессируемые пептиды и полипептиды, встроены в соответствующую кодирующую область ДНК фага и поэтому этот метод пригоден для изучения белок-белковых взаимодействий и других комбинаций лиганд/рецепторов. 